# 和歌山県営向ノ芝野球場
和歌山県営向ノ芝野球場（わかやまけんえいむこうのしばやきゅうじょう）は、和歌山県和歌山市にかつて存在した野球場。

## 歴史
南海ホークス主催のパ・リーグの公式戦が、何度か開催されたことがある。
1963年に紀三井寺運動公園の開場を控え、和歌山県営紀三井寺野球場に県営球場が移転されることになった。そして、向ノ芝球場は閉鎖されて、1964年に和歌山県立体育館が完成した。

## アクセス
- JR和歌山駅から徒歩約10分
- 和歌山バス吉田停留所から徒歩約2分